# Mutiu Adepoju
Mutiu Adepoju (* 22. Dezember 1970 in Ibadan) ist ein ehemaliger nigerianischer Fußballspieler und heutiger -trainer.

## Karriere

### Im Verein
Nach diversen Stationen in seiner Heimat wechselte der Mittelfeldspieler 1989 zu Castilla CF, der Zweitmannschaft von Real Madrid, in die spanische Segunda División. Dort verbrachte er drei Saisons, bevor er zum damals in derselben Kategorie spielenden Racing Santander transferiert wurde. Gleich in der ersten Saison 1992/93 gelang der Aufstieg in die Primera División, wo er bei den Kantabriern noch drei weitere Jahre verbrachte. Im Sommer 1996 wechselte er zu Real Sociedad, wo er bis 2000 verblieb. In diesem Jahr verließ der Nigerianer nach elf Jahren den spanischen Fußball, um eine Saison in Saudi-Arabien für Al-Ittihad zu spielen. Nach einer kurzen Rückkehr auf die iberische Halbinsel zu UD Salamanca ging Mutiu in die türkische Süper Lig zu Samsunspor, dann nach AEL Limassol in Zypern. Schließlich ging er erneut nach Spanien, wo er noch zwei Jahre bei den unterklassigen Vereinen CD Eldense und CD Cobeña spielte.

### International
Mutiu Adepoju bestritt insgesamt 49 Spiele für die nigerianische Fußballnationalmannschaft, mit ihr nahm er an den Fußball-Weltmeisterschaften 1994, 1998 und 2002 teil. Er war zudem Teil des Aufgebotes bei der Fußball-Afrikameisterschaft 1992 und dem Konföderationen-Pokal 1995.

### Karriere als Trainer und Manager
Nach dem Ende seiner Karriere wurde Adepoju Chief Administrator seines ehemaligen Vereines Shooting Stars FC. Diesen Posten begleitete Adepoju bis zum Winter 2013. Am 15. Januar 2014 begann er dann seine erste Trainerstation, in dem er den Cheftrainer-Posten der Kwara Football Academy übernahm.